# David Daube
David Daube (geboren 8. Februar 1909 in Freiburg im Breisgau; gestorben 24. Februar 1999 in Berkeley, Vereinigte Staaten) lehrte Rechtswissenschaft als Regius Professor of Civil Law an der University of Oxford und später als Professor-in-Residence an der University of California, Berkeley.

## Leben
Als zweites Kind einer orthodoxen jüdischen Familie besuchte David Daube zunächst das Berthold-Gymnasium in Freiburg. Nach seinem Abitur studierte er Rechtswissenschaft an den Universitäten in Freiburg und Göttingen. Aus Furcht vor Verfolgung durch die Nationalsozialisten wechselte er nach dem Abschluss an die University of Cambridge, wo er 1936 den PhD erhielt. 
- 1938–1946 Fellow am Gonville and Caius College, University of Cambridge (Honorary fellow, 1974)
- 1946–1951 Lecturer für Rechtswissenschaft, University of Cambridge
- 1951–1955 Professor der Rechtswissenschaft, University of Aberdeen
- 1955–1970 Regius Professor of Civil Law, University of Oxford, und Fellow am All Souls College, University of Oxford; Emeritus Fellow, 1980
- 1966 Honorarprofessor, Universität Konstanz
- 1970–1999 Emeritus Professor für Rechtswissenschaft, Oxford
- 1970–1981 Director der Robbins Hebraic and Roman Law Collections und Professor-in-Residence an der School of Law, University of California, Berkeley
- 1981–1999 Emeritus Professor der Rechtswissenschaft, Berkeley

Er war weltweit anerkannt für seine Forschungen über römisches Recht, hebräisches Recht, biblische Rechtsgeschichte sowie zur Ethik. Daube betrachtete es als Ziel seiner Arbeit, Brücken zwischen Christen und Juden zu bauen.

## Akademische Positionen und Ehrungen
- 1953–1999 Institute of Jewish Affairs
- 1957 Fellow der British Academy
- 1957–1958 Präsident der Société d'Histoire des Droits de l'Antiquité
- 1961 Gründungspräsident der B’nai B’rith Oxford Lodge
- 1964 Korrespondierendes Mitglied der Göttinger Akademie der Wissenschaften[1]
- 1966 Korrespondierendes Mitglied der Bayerischen Akademie der Wissenschaften[2]
- 1970 Ehrenmitglied der Royal Irish Academy
- 1971 Hebrew Union College
- 1971 Mitglied der American Academy of Arts and Sciences
- 1973 Honorary Fellow der Oxford Centre for Postgraduate Hebrew Studies
- 1979 Fellow der American Academy for Jewish Research
- 1983–1985 Präsident der Jewish Law Association
- 1987 Ehrendoktorwürde der Georg-August-Universität Göttingen[3]

## Schüler
Neben Calum Carmichael und William David Davies gehörten zu Daubes Schülern Charles Kingsley Barrett, Durham (UK), Saul J. Berman, Yeshivat Chovevei Torah (Riverdale, New York), Davi Ascher Strauss Bernstein, University of Chicago, David Cohen, University of California, Berkeley, William Frankel, (A.M.) Tony Honoré, Regius Professor of Civil Law (Oxford), Bernard Jackson, Manchester und Liverpool; Fergus Millar, Oxford; Stephen Passamaneck, Hebrew Union College, Alan Rodger, Richter am Supreme Court of the United Kingdom, E.P. Sanders, Duke University, Peter Gonville Stein, Regius Professor of Civil Law (Cambridge), Géza Vermes, Oxford, Alan Watson, Georgia, Edinburgh und Belgrad, Reuven Yaron, Hebrew University Jerusalem.

## Veröffentlichungen
- Studies in Biblical Law, 1947
- The New Testament and Rabbinic Judaism, 1956
- Forms of Roman Legislation, 1956
- (mit W. D. Davies) Studies in honour of C. H. Dodd, 1956
- (Hrsg.) Studies in memory of F. de Zulueta, 1959
- The Exodus Pattern in the Bible, 1963
- The Sudden in the Scriptures, 1964
- Collaboration with Tyranny in Rabbinic Law, 1965
- He that Cometh, 1966
- Roman Law, 1969
- Civil Disobedience in Antiquity, 1972
- Ancient Hebrew Fables, 1973
- Wine in the Bible, 1975
- Medical and Genetic Ethics, 1976
- Duty of Procreation, 1977
- Typologie im Werk des Flavius Josephus, 1977
- Ancient Jewish Law, 1981
- Geburt der Detektivgeschichte, 1983
- Das Alte Testament im Neuen, 1984
- Sons and Strangers, 1984
- (mit C. Carmichael) Witnesses in Bible and Talmud, 1986
- Appeasement or Resistance and other essays on New Testament Judaism, 1987
- Festschriften: Daube Noster, 1974
- Studies in Jewish Legal History in Honour of David Daube, 1974
- Donum Gentilicium, 1978
- Berkeley and Oxford Symposium in Honour of David Daube, 1993
- The Deed and the Doer in the Bible: David Daube’s Gifford Lectures, Volume 1, 2008, Templeton Foundation Press